# Curtis Sittenfeld
Curtis Sittenfeld, född 23 augusti 1975, är en amerikansk författare. Hon är mest känd som författaren till I en klass för sig, utgiven 2005. 

## Uppväxt
Sittenfelds pappa arbetade med värdepappershandel och hennes mamma undervisade på den privatskola där Curtis och hennes tre syskon gick.
Som tonåring flyttade hon på egen begäran till en exklusiv skola utanför Boston. Många hävdar att det är härifrån hon har hämtat mycket av inspirationen till I en klass för sig som utspelar sig på en liknande internatskola.